# 杉浦俊
杉浦 俊（すぎうら しゅん、1958年3月8日 - ）は、主に愛知県名古屋市および東海地方を拠点に活動する日本の俳優、ラジオパーソナリティー、司会者。愛知県出身。

## 来歴・人物
- 身長174cm, 体重70kg。[2]
- 趣味は楽器演奏, mikawaベンチャーズ（Eギター・ドラム）、特技は空手参段, 太極拳。[2]
- 主な保有資格は大型自動二輪, 太極拳師範。[2]
- 俳優・声優の道を志したきっかけは、20歳の頃、ある映画を見て感動したこと。[1]
- 俳優業の傍ら、1987年に自らが主宰となって設立した芸能事務所『有限会社アクターズユニオン』の代表を創立当初から現在まで務めている。[1]

## 出演作品

### テレビドラマ
出典:
- 追いかけて幸せ（CBC, 1988年4月4日 - 7年1日）
- 愛する（CBC, 1988年10月3日 - 12月28日）- 日色ともゑの義弟、曽我敬次郎役　レギュラー
- 私、単身赴任します（CBC, 1989年4月 - 6月）- 谷隼人の同僚、西田健一役　レギュラー
- 秋燃え（CBC, 1990年10月8日 - 12月28日）
- 不思議の国の17歳（NBN, 1997年4月1日 - 7月8日）- 主演・梅沢富美男の友人、三輪役　レギュラー
- キッズ・ウォー ～ざけんなよ～（CBC, 1999年8月2日 - 9月24日）- サラ金の借金取り 役
- なごや千客万来（NHK, 2000年6月23日 - 7月28日）
- キッズ・ウォー3 ～ざけんなよ～（CBC, 2001年7月30日 - 9月24日）- 今井家の身内役
- 幼稚園ゲーム2（CBC, 2002年5月27日 - 7月26日）
- 新キッズ・ウォー（CBC, 2005年8月1日 - 9月30日）- 矢吹大地の父親・矢吹宏明 役
- 新キッズ・ウォー2（CBC, 2006年5月29日 - 7月28日）- 矢吹大地の父親・矢吹宏明 役

### テレビＣM
出典:
- ジュピター宝飾
- イナバピーナツ
- 三重県下JAバンク
- 三州瓦

### 吹き替え
出典:
- 金とく（NHK）- ナビゲーション

### その他テレビ番組
出典:
- 明治村の文豪たち（CBC）- 特番主演
- 布遊工房（CBC）- ナレーター　レギュラー
- 夢の風景（CBC）- ナレーター　レギュラー
- 世界の住まい（CTV）- ナレーター　レギュラー
- ID8333（THK）- ナレーター　レギュラー
- MAKING OFやさぐれ天使（NBN）- 特番主演
- パパの日曜クッキング（NBN）- 特番主演
- 21世紀、君たちならどうする（TVA）- メインキャスター
- 情報満載！かわごえ（CCNet）- パーソナリティー　レギュラー

### ラジオドラマ
出典:
- みのひだどらまん街道（SF）- レギュラー
- 彩光、大府ロマンス街道（SF）- レギュラー

### ラジオCM
出典:
- がちゃぽん垂井店（SF）- レギュラー

### その他ラジオ番組
出典:
- 徳川家のセーフティードライブ日記（CBCラジオ） - レギュラー
- サタデーラジオストリート（GBS）- パーソナリティ　レギュラー
- ラジオゾンデ・はっとしてパックン（GBS）- パーソナリティ　レギュラー
- ミッドナイトクルーズ（ZIP-FM）- 番組ナレーター　レギュラー

### ナレーション
出典:
- 大相撲王座決定戦
- パチンコマリオン
- モンテカルロ
- デンソー
- サカイ創建　　　　　　他、吹き替え・長尺を含め多数

### 舞台
出典:
中日劇場～大杉栄 - 劇場主宰主演作品
- I　LOVE　八犬伝
- 真夏の夜の夢　　　　　他、主演多数

### その他
出典:
- ミスユニバース日本大会 - 司会・トークショー